# Castell de Hohenschwangau
El castell de Hohenschwangau (en alemany lit. «castell del Gran Comtat del Cigne») va ser la residència d'infantesa del rei Lluís II de Baviera. Va ser construït pel seu pare, el rei Maximilià II de Baviera. Es troba al poble de Schwangau prop de la ciutat de Füssen, pertanyent al comtat d'Ostallgäu al sud-oest de Baviera, a 127 km de Múnic. Es troba molt prop de la frontera actual amb Àustria.

## Història

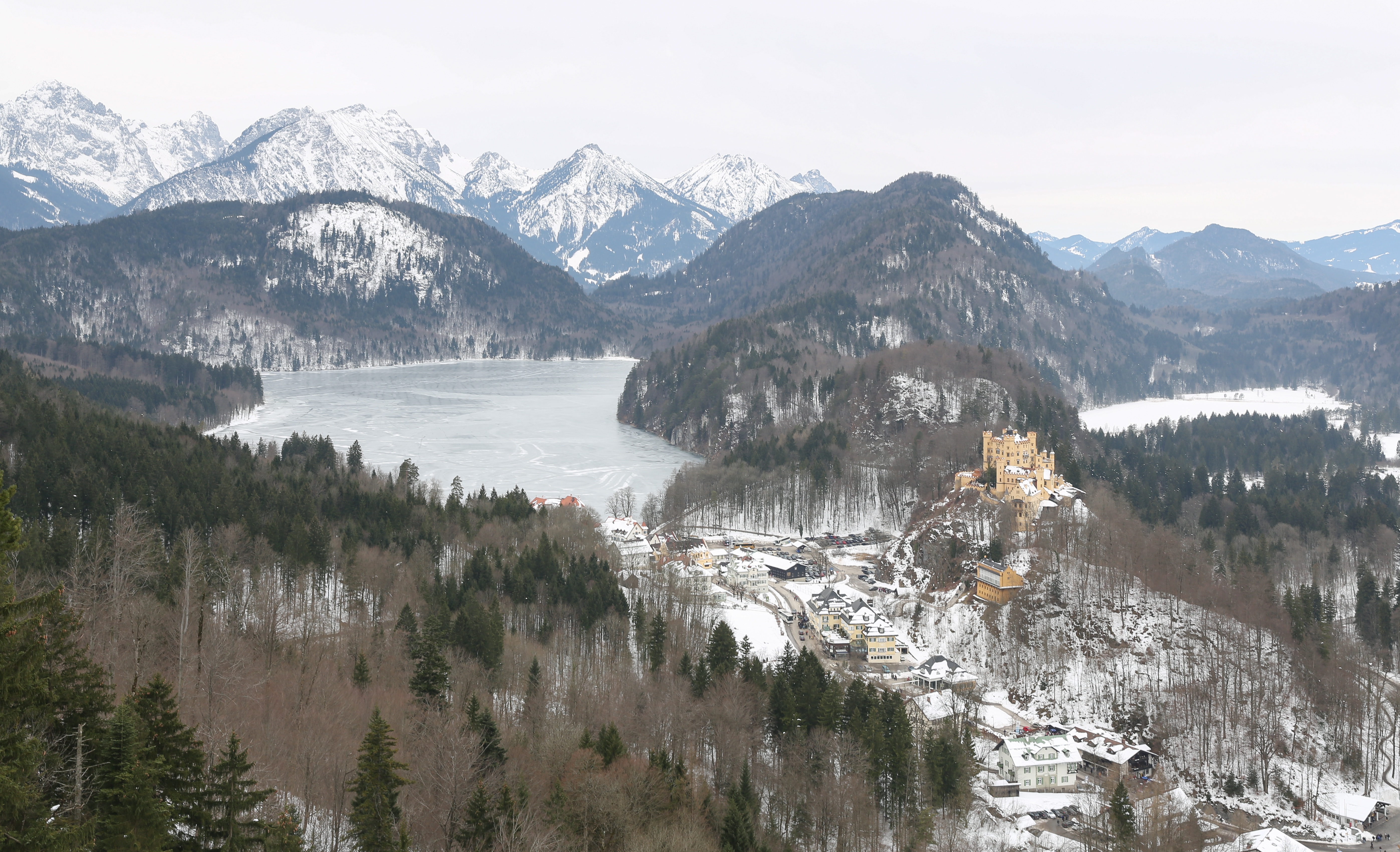
El castell de Hohenschwangau, a la dreta del poble, vist des de Neuschwanstein.

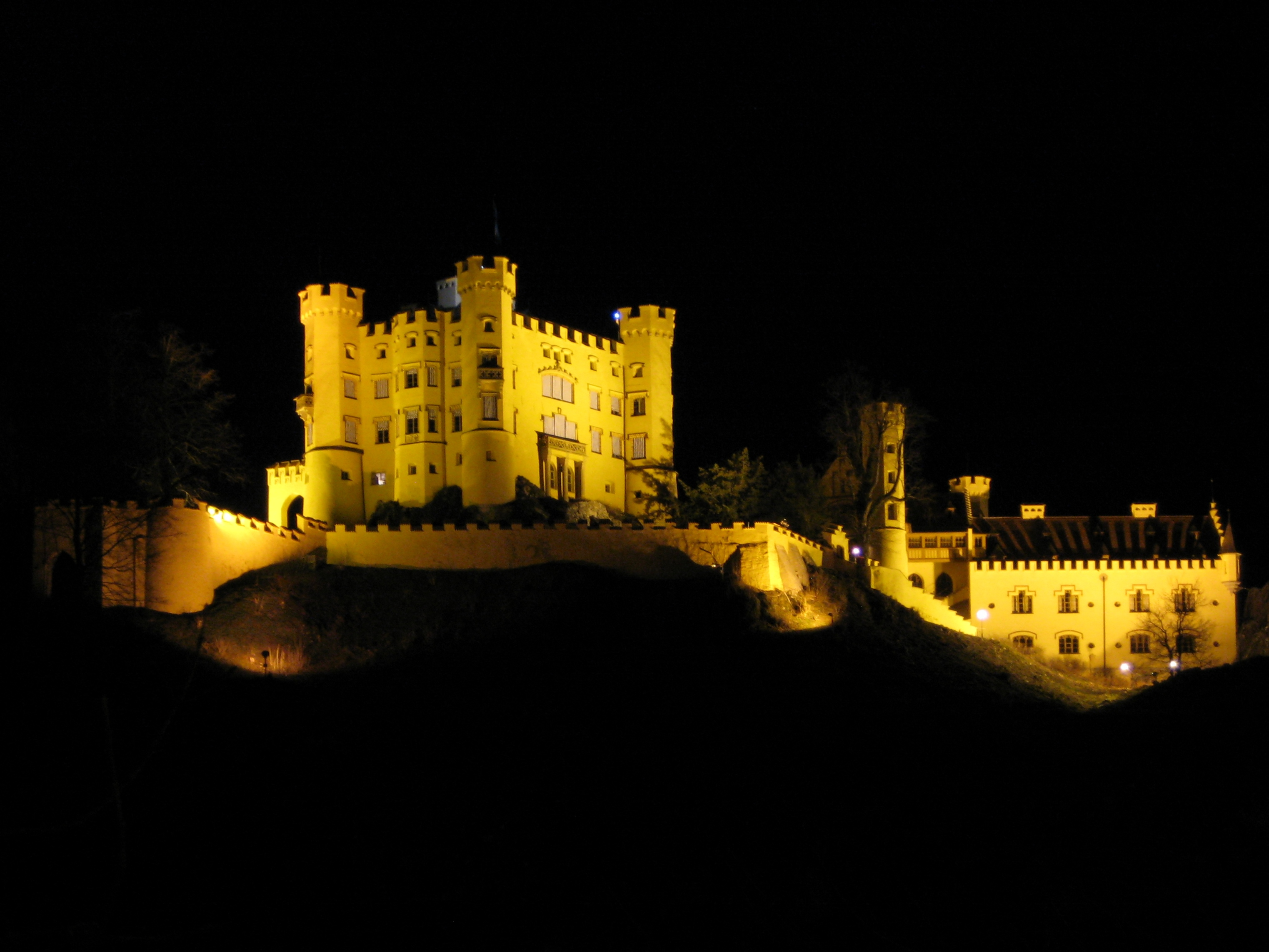
El castell de Hohenschwangau de nit.

El castell de Hohenschwangau va ser construït on se situava l'antiga fortalesa de Schwanstein, que datava del segle xii. Una família de cavallers es va fer càrrec de la construcció de la fortalesa medieval. Després d'abdicar els cavallers al segle xvi, la fortalesa va canviar de mans en diverses ocasions. El deteriorament de la fortalesa va continuar fins que finalment va quedar en ruïnes a inicis del segle xix.
En 1829 el príncep Maximilià (futur rei Maximilià II de Baviera) va conèixer l'històric lloc i es va entusiasmar per la bellesa de l'entorn. Va adquirir la propietat en 1832. Un any després va començar la reconstrucció del castell, de manera ininterrompuda fins a 1837. L'arquitecte a càrrec, el muniquès Domenico Quaglio, va ser el responsable de l'estil neogòtic del disseny exterior.
Hohenschwangau va ser el lloc oficial d'estiueig i de pràctica de caça de Maximilià, la seva esposa Maria de Prússia i els seus dos fills Lluís (futur Rei Lluís II de Baviera) i Otó (Rei Otó I de Baviera). El jove príncep va passar aquí els seus anys d'adolescent: el rei i la reina vivien a l'edifici principal i els seus fills en l'adjacent.
El rei Maximilià va morir el 1864 i el seu fill Lluís el va succeir en el tron, traslladant-se a l'estada que el seu pare tenia al castell. Com que Lluís mai no es va casar, la seva mare va continuar vivint en la mateixa planta. El rei Lluís II de Baviera va gaudir vivint a Hohenschwangau, especialment després de 1869 quan es va iniciar la construcció del seu propi castell, Neuschwanstein, a partir d'una pedra que provenia del castell de la família.